# آلدو ری
آلدو ری (انگلیسی: Aldo Ray; ۲۵ سپتامبر ۱۹۲۶ – ۲۷ مارس ۱۹۹۱) یک هنرپیشه اهل ایالات متحده آمریکا بود.
از فیلم‌ها یا برنامه‌های تلویزیونی که وی در آن نقش داشته‌است می‌توان به ما فرشته نیستیم، سرخ خونی اشاره کرد.

## گزیدهٔ فیلم‌شناسی
از فیلم‌ها یا برنامه‌های تلویزیونی که وی در آن نقش داشته‌است می‌توان به آثار زیر اشاره کرد.
- خانم سیدی تامسون (۱۹۵۳)
- ما فرشته نیستیم (فیلم ۱۹۵۵) (۱۹۵۵)
- یک وجب خاک خدا (فیلم) (۱۹۵۸)
- بن کیسی (۱۹۶۳)
- وحشی (فیلم ۱۹۵۳) (۱۹۶۴)
- ویرجینیایی (۱۹۶۶)
- به عصر سختی‌ها خوش آمدید (فیلم) (۱۹۶۷)
- توان (فیلم) (۱۹۶۸)
- کلاه‌سبزها (۱۹۶۸)
- بونانزا (۱۹۷۲)
- گیلاب (فیلم) (۱۹۷۹)
- راز نیمح (۱۹۸۲)
- سیسیلی‌ها (۱۹۸۶)
- سرخ خونی (۱۹۸۹)